# III Giochi della Francofonia
I III Giochi della Francofonia si sono svolti a Antananarivo (Madagascar) dal 27 agosto al 6 settembre 1997.

## Sport
Gli atleti hanno gareggiato nei seguenti sport: 
| Sport            | Genere               |
| ---------------- | -------------------- |
| Atletica leggera | maschile e femminile |
| Pallacanestro    | femminile            |
| Pugilato         | maschile             |
| Calcio           | maschile             |
| Judo             | maschile e femminile |
| Tennis           | femminile            |

## Medagliere
Paese ospitante
| Posiz. | Nazione                        | Oro | Argento | Bronzo | Totale |
| ------ | ------------------------------ | --- | ------- | ------ | ------ |
| 1      | Francia                        | 23  | 23      | 15     | 61     |
| 2      | Madagascar                     | 15  | 6       | 15     | 36     |
| 3      | Canada                         | 10  | 14      | 13     | 37     |
| 4      | Comunità francofona del Belgio | 5   | 3       | 4      | 12     |
| 5      | Senegal                        | 5   | 1       | 6      | 12     |
| 6      | Romania                        | 4   | 2       | 2      | 8      |
| 7      | Camerun                        | 3   | 4       | 8      | 15     |
| 8      | Tunisia                        | 3   | 3       | 6      | 12     |
| 9      | Costa d'Avorio                 | 3   | 2       | 4      | 9      |
| 10     | Québec                         | 2   | 2       | 6      | 10     |
| 11     | Burundi                        | 2   | 2       | 1      | 5      |
| 12     | Mauritius                      | 1   | 7       | 6      | 14     |
| 13     | Gabon                          | 1   | 3       | 7      | 11     |
| 14     | Seychelles                     | 1   | 1       | 2      | 4      |
| 15     | Nuovo Brunswick                | 1   | 0       | 5      | 6      |
| 16     | Guinea                         | 1   | 0       | 0      | 1      |
| 17     | Libano                         | 0   | 2       | 1      | 3      |
| 18     | Rep. del Congo                 | 0   | 1       | 0      | 1      |
| 19     | Lussemburgo                    | 0   | 1       | 0      | 1      |
|        | Niger                          | 0   | 1       | 0      | 1      |
| 21     | Burkina Faso                   | 0   | 0       | 2      | 2      |
|        | Rep. Centrafricana             | 0   | 0       | 2      | 2      |
| 23     | Capo Verde                     | 0   | 0       | 1      | 1      |

### Altri Paesi
Le seguenti rappresentative hanno partecipato senza conquistare medaglie:
| Benin Ciad Comore RD del Congo Dominica Guinea-Bissau | Haiti Mali Marocco Mauritania Moldavia Monaco | Polonia Ruanda Saint Lucia Togo Vietnam |